# 小林弥生 (お天気キャスター)
小林 弥生（こばやし やよい、1983年10月24日 - ）は、大分県大分市出身のレポーター。血液型はA型。身長162cm。趣味は写真、スポーツ、音楽、ドライブ、ゴルフ。2013年3月29日をもって、9年間のお天気キャスターとしての活動を終えた。

## 人物
- 2004年 - テレビ大分入社

## 過去の出演番組
- FNN TOSスーパーニュース（お天気コーナー担当、テレビ大分）
- ハロー大分（月刊パルコ）

## エピソード・その他
- 6月6日放送の関西テレビ系列のバラエティ番組「たかじん胸いっぱい」の番組内のコーナーである、『松本人志結婚記念特別企画「全国のお天気お姉さん大紹介」』にパネルで出演した。

しかし、司会のやしきたかじんからは「（結婚相手の理想としては）遠い!!」と言われた。
- 2002年、短大時代に福岡にいた頃に現在でも放送されているKBC九州朝日放送「 ドォーモ」のコーナーであった 西鉄大橋駅前で、九州各地から福岡10代の女の子の成長を追っていくさなぎちゃんに出演の経験があり、2009年10月27日火曜日深夜OAの「ドォーモ」20周年として過去のコーナーが取り上げられ、その日1日だけ初代・さなぎちゃんハンターこと秋山仁志元・KBCアナウンサー（現・KBCラジオ制作部）が出演し、秋山仁志 元・アナが福岡からはるばるとテレビ大分までその後の成長ぶりを見に来た。